# Joe McDonnell
Joseph Michael McDonnell (Hastings, 1 de marzo de 1973) es un exjugador neozelandés de rugby que se desempeñaba como pilar. Jugó ocho veces con los All Blacks. Durante la temporada 2006-2009 jugó con los Newcastle Falcons, pero al finalizar la misma se unió a la franquicia castellanoleonesa de la Superibérica de Rugby, los Vacceos Cavaliers se retiró en 2010. Desde 2010 es entrenador de fodwards del Club de Rugby El Salvador.

## Biografía
McDonnell creció en Te Aroha en la provincia neozelandesa de Waikato hasta que se mudó a la provincia de Central Otago, donde inicialmente comenzó a jugar a rugby a XIII. Representó a Otago en esta modalidad de rugby hasta que se cambió al unión o XV. Jugó todos los partidos por Otago en la temporada del National Provincial Championship de 1999 y fue incluido en la plantilla de los Highlanders para la temporada 2000 del Super 14. En este equipo disfrutó de menos tiempo de juego, ya que sus compañeros en la posición de pilar eran todos All Blacks: Carl Hoeft, Kees Meeuws and Carl Hayman. Ese mismo año 2000 fue seleccionado para el segundo combinado neozelandés la selección de Nueva Zelanda Maorí, equipo con el que jugó en la derrota del mismo frente a Escocia por 18-15 en New Plymouth.
La selección de McDonnell para los All Blacks en 2002 fue un poco sorprendente, pero él marcó (su único) ensayo en su debut frente a Italia. Jugó ocho partidos en 2002, siendo titular en los partidos frente a Italia, Fiji, Inglaterra y Francia y saliendo desde el banquillo en ambos tests frente a Irlanda y en los juegos del Torneo de las Tres Naciones contra Australia y Sudáfrica.
También participó en la gira de 2003 de Nueva Zelanda Maori por Estados Unidos y Canadá y con el equipo que ganó la Churchill Cup en 2006.
En 2004 se mudó a Wellington, jugando para los Hurricanes del Super 14 y los Wellington Lions del NPC. Formó parte del equipo que llegó a la final del Super 12 (actual Super 14) que los Hurricanes perdieron en el 2006.
En sus dos primeras temporadas en la Guinness Premiership con el equipo de Newcastle ha jugado 30 partidos y ha ensayado en dos ocasiones en la liga. En la EDF Energy Cup ha jugado 6 partidos sin conseguir ensayar.
A finales del año 2008, realizó un clinic con el equipo español de Cetransa El Salvador de cara a la segunda vuelta de los partidos de este equipo en la temporada 2008-2009 de la European Challenge Cup, equipo al que se enfrentó durante esa temporada y la anterior en la segunda competición europea.
Al final de la temporada 2008-2009 ha sido fichado por la franquicia española de los Vacceos Cavaliers equipo que participa en la nueva Liga Superibérica de Rugby y que tiene su sede en Valladolid. Su intención es aportar su experiencia a este equipo y ayudar con ella en el entrenamiento de los jugadores de dicho equipo. En su primer partido con los vacceos en el que se enfrentó a los mariners fue nombrado Jugador del Partido.